# William David Blakeslee Ainey

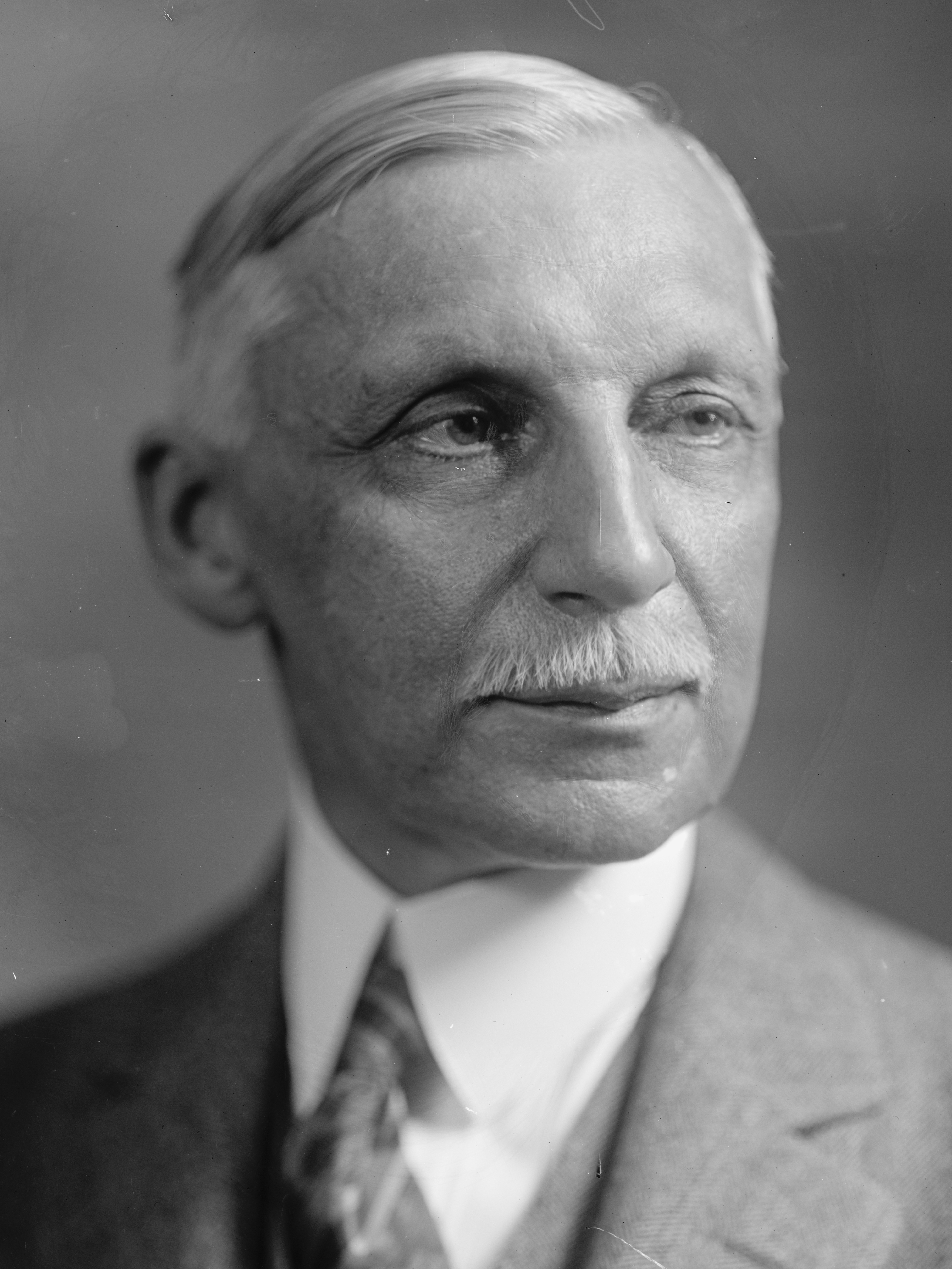
William David Blakeslee Ainey

William David Blakeslee Ainey (* 8. April 1864 in New Milford, Susquehanna County, Pennsylvania; † 4. September 1932 in Harrisburg, Pennsylvania) war ein US-amerikanischer Politiker. Zwischen 1911 und 1915 vertrat er den Bundesstaat Pennsylvania im US-Repräsentantenhaus.

## Leben
William Ainey besuchte die öffentlichen Schulen seiner Heimat, die State Normal School in Mansfield und danach bis 1887 die Lehigh University in Bethlehem. Nach einem Jurastudium und seiner 1887 erfolgten Zulassung als Rechtsanwalt begann er in Montrose in diesem Beruf zu arbeiten. Zwischen 1890 und 1896 amtierte er als Bezirksstaatsanwalt im Susquehanna County. Von 1889 bis 1894 war er Hauptmann einer von ihm selbst aufgestellten Einheit der Staatsmiliz. Politisch schloss er sich der Republikanischen Partei an.
Nach dem Tod des Abgeordneten George Washington Kipp wurde Ainey bei der fälligen Nachwahl für den 14. Sitz von Pennsylvania als dessen Nachfolger in das US-Repräsentantenhaus in Washington, D.C. gewählt, wo er am 7. November 1911 sein neues Mandat antrat. Nach einer Wiederwahl konnte er bis zum 3. März 1915 im Kongress verbleiben. Während dieser Zeit wurden im Jahr 1913 der 16. und der 17. Verfassungszusatz ratifiziert. In den Jahren 1912 und 1913 nahm Ainey an internationalen Friedenskonferenzen in Genf und Den Haag teil. 1914 war er Delegierten bei Konferenzen der Interparlamentarischen Union in Tokio und Stockholm.
Nach dem Ende seiner Zeit im US-Repräsentantenhaus praktizierte William Ainey wieder als Anwalt. Von 1915 bis zu seinem Tod war er Mitglied und später Präsident der Dienstleistungskommission (Public Service Commission) von Pennsylvania. Im Jahr 1922 wurde er auch Vorsitzender der Treibstoffkommission seines Staates (Pennsylvania Fuel Commission); 1924 übernahm er den Vorsitz der National Association of Railroad and Utilities Commissioners. Er starb am 4. September 1932 in Harrisburg.